# ويليام هنري درابر (سياسي)
ويليام هنري درابر هو قاضي وسياسي كندي، ولد في 11 مارس 1801 في لندن في المملكة المتحدة، وتوفي في 3 نوفمبر 1877 في تورونتو في كندا.